# アブドゥライ・バンバ
アブドゥライ・バンバ（Abdoulaye Bamba, 1990年4月25日 - ）は、コートジボワール・アビジャン出身のサッカー選手。リーグ・アン・アンジェSCO所属。ポジションはDF。コートジボワール代表。

## 経歴
2010年7月、ディジョンFCOと2年契約を結んだ。
2017年1月、アンジェSCOと2018年までの契約を結んで移籍した。

### 代表歴
ハンガリー代表戦でA代表デビュー。